# Archidiakonat opolski
Archidiakonat opolski – jeden z czterech historycznych archidiakonatów diecezji wrocławskiej, powstały w 1230 w czasie urzędowania biskupa Wawrzyńca.

## Historia
Archidiakonaty wyodrębniono w celu usprawnienia administracji diecezją. Jako pierwszy z archidiakonatu wrocławskiego wydzielony został archidiakonat głogowski w 1228, dwa lata później opolski, a w 1262 legnicki. Podział ten utrzymywał się przez następne stulecia. Zarządzali nimi jako wikariusze biskupi archidiakoni, których zadaniem było przekazywanie poleceń biskupów do proboszczów i przeprowadzanie wizytacji generalnych w archidiakonacie co trzy lata.
Archidiakonat opolski objął swym zasięgiem tę część księstwa opolsko-raciborskiego, którym władał książę Mieszko I Plątonogi od 1202 roku, lecz oprócz części ziemi krakowskiej którą otrzymał ok. 1177 od Kazimierza II Sprawiedliwego, która pozostawała w granicach diecezji krakowskiej. Zasięg ten ujawnia się w tzw. Registrum Vyasdense (pol. Rejestr Ujazdu) dokumentu Liber fundationis episcopatus Vratislaviensis (pol. Księga uposażeń biskupstwa wrocławskiego) sporządzonym za czasów biskupa Henryka z Wierzbna.
Sprawozdanie z poboru papieskiej dziesięciny z lat 1335-1342 w diecezji wrocławskiej sporządzone przez Galharda z Cahors ujawnia podział archidiakonatu opolskiego (Archidiaconatus Opoliensis) na 12 archiprezbiteratów (odpowiednika dekanatów): Olesno (Sedes Rosenbergensis), Strzelce (Sedes Strelinensis), Toszek (Sedes Costensis), Ujazd (Sedes Vyasdensis), Gliwice (Sedes Glivicensis), Żory (Sedes Zarensis), Cieszyn (Sedes Tessinensis), Racibórz (Sedes Ratyboriensis), Koźle (Sedes Coslensis), Głogówek (Sedes Glogoviensis), Biała (Sedes Bolensis), Niemodlin (Sedes Nemodlensis). Jednakowoż lista nie wydaje się być w nim pełna, ponieważ w owym spisie znalazły się tylko te parafie, które wcześniej nie uiściły papieskiej dziesięciny.
Na podstawie wysokości należnej opłaty świętopietrza liczbę wiernych archidiakonatu oszacowano na ok. 81 tysięcy w 1350, a ok. 1400 roku na 98 tysięcy.
Kolejne zachowane sprawozdanie z poboru świętopietrza, tym razem sporządzone przez archidiakona opolskiego Mikołaja Wolffa w 1447 ujawnia dużo bardziej kompletny podział na 273 parafii w 12 archiprezbiteratach: Olesno (Sedes Rosembergensis; 18 parafii), Strzelce (Sedes Strelicensis; 17), Ujazd (Sedes Vyasdensis; 14), Toszek (Sedes Tostensis; 21), Gliwice (Sedes Glyvicensis; 22), Cieszyn (Sedes Teschnensis; 50), Żory (Sedes Zorensis; 25), Racibórz (Sedes Rathiboriensis; 18), Głogówek (Sedes Glogoviensis; 21), Koźle (Sedes Coslensis; 23), Biała (Sedes Colcensis; 16), Niemodlin (Sedes Falkenbergensis; 28).
W okresie Reformacji liczne kościoły przejęte zostały przez protestantów, co miało swe odbicie w protokołach z wizytacji kościelnych przeprowadzonych w 1652 przez archidiakona opolskiego Bartłomieja Reinholda w archiprezbiterach raciborskim, wodzisławskim (powstałym w 1592 roku), żorskim i cieszyńskim. Z 1679 zachowały się protokoły wizytacyjne sporządzone przez proboszcza namysłowskiego Wawrzyńca Joannsthona (w zastępstwie chorego archidiakona Franciszka Welczka) w 16 archiprezbiteratach (do powyższych dołączyły powstałe w 1654 bielski, frysztacki i frydecki, natomiast wcześniej siedzibę dekanatu niemodlińskiego przeniesiono do Opola), jak również z lat 1687 i 1688 tym razem sporządzone przez archidiakona ks. Marcina Teofila Stefecjusza. W 1697 przeprowadzono wizytację archidiakonatu w 16 archiprezbiteratach. W 1719 wizytacji archidiakonatu dokonał biskup Elias Daniel Sommerfeld. Raporty częstokroć wspominają również język używany w poszczególnych parafia co pozwoliło historykom opracować chronologicznie pierwsze szczegółowe mapy językowe Górnego Śląska.
W 1772 archidiakonat podzielony był na 28 archiprezbiteratów: Biała, Bielsko, Bogacica, Cieszyn, Dębieńsko Wielkie, Frydek, Frysztat, Gliwice, Głogówek, Gorzów Śląski, Gościęcin, Karwina, Krapkowice, Lubliniec, Łany, Niemodlin, Olesno, Opole, Pogrzebień, Pyskowice, Racibórz, Siołkowice, Strumień, Strzelce Opolskie, Toszek, Ujazd, Wodzisław, Żory. W 1802 roku archidiakonat opolski obejmował 21 archiprezbiteriatów i 168 parafii.